# Skubaczowate
Skubaczowate (Kyphosidae) – rodzina morskich ryb okoniokształtnych (Perciformes). Niektóre gatunki są lokalnie poławiane jako ryby konsumpcyjne.

## Występowanie
Ocean Indyjski, Ocean Spokojny i Atlantycki.

## Charakterystyka
Rodzina obejmuje zgrupowane w kilkunastu rodzajach gatunki ryb roślinożernych oraz żywiących się bezkręgowcami. Monofiletyzm rodziny jest dyskutowany.
Cechą szczególną gatunków roślinożernych jest obecność – w długim jelicie – drobnoustrojów rozkładających części roślinne podobnie jak to ma miejsce u przeżuwaczy (Ruminantia).

## Klasyfikacja
Rodzaje zaliczane do tej rodziny są zgrupowane w podrodzinach Girellinae, Kyphosinae, Microcanthinae i Scorpidinae (skorpisowate):
Atypichthys — Bathystethus  — Girella  — Graus  — Hermosilla  — Kyphosus  — Labracoglossa  — Medialuna  — Microcanthus  — Neatypus  — Neoscorpis  — Scorpis — Sectator  — Tilodon